# Hermann von Graaf
Johann Hermann von Graaf (* 1811; † 2. März 1891) war ein preußischer Jurist und Regierungspräsident in Sigmaringen (1874–1886, davor 1863 bis 1864 vertretungsweise).
Graaf arbeitete ab 1843 als Regierungsassessor in Frankfurt (Oder) und war anschließend in Marienwerder tätig. Ab 1853 war er in Sigmaringen präsent. 1863 bis 1864 wurde er vertretungsweise dort Regierungspräsident, bis Robert von Blumenthal die Geschäfte übernahm. Graaf wechselte als Oberregierungsrat nach Bromberg. 1874 übernahm er als Regierungspräsident der Hohenzollernschen Lande die Geschäfte.
1887 ging er als Wirklicher Geheimer Oberregierungsrat in den Ruhestand.